# Kalózfilmek kiadásának változatai
A kalózfilmek kiadásának változatai olyan formátumú kalózfilmek, amelyek felkerültek az internetre. Minőségben és formátumokban gazdag változatok léteznek, ugyanis többféle forrásból többféle eljárással lehet őket felvenni, az olyan dolgokról nem is beszélve, mint kódolási formátumok. A kalózfilmek kiadásai lehet cam (kamerával felvett), aminek eléggé rossz minősége van; screener vagy workprint lemezek vagy digitális disztribúciós másolatok, telecine kópiák az analóg tekercsekről, VoD vagy TV-felvételek ill. DVD és Blu-Ray ripek.

## Előzmények
Kalózfilmeket többféle formátumban adtak ki különféle változatokban, amik az idő előrehaladtával egyre jobb minőségűek lettek. Ezek általában az időben épp legkedveltebb kódolási eljárással lettek konvertálva. A kalózfilmek forrásai időről időre változtak tekintettel a technológiára és a kalózellenes eszközökre.

### Cam-filmek
A cam kiadású filmek voltak az első korai próbálkozások, amikor is kamerával vették fel a moziban a kivetített filmet. Sajnos gyorsan rájöttek, hogy ez a módszer nagyon rossz minőségű kiadásokat eredményezett, ill. az operatőr folyamatos lebukáshelyzetben volt.

### Pre-release (elő-kiadás)
1998-ban a főbb filmeket a warezcsoportok a saját "színházi kiadásukban" elkezdték feltölteni az internetre. Ezek a változatok VCD-n és SVCD-n jelentek meg. A legjobb példa erre az Amerikai pite c. film. Ezt a következő három dolog támasztja alá:
1. Először készült egy cenzúrázatlan workprint kiadás. A későbbi "színházi" változat több perccel rövidebb lett és több jelenetet át kellett dolgozni, hogy átjusson a Motion Pictures Association of America (az amerikai mozgógép-egyesület) standardjain (pl. a meztelenség elkerülése).
2. Két hónappal a mozikban való megjelenése előtt adták ki
3. A filmstúdió emiatt kiadott egy vágatlan DVD-kiadást.

### DVD és VoD

#### DivX
1999 októberében kiadták a DeCSS nevű programot. Ez azért volt fontos, mivel a Linux alapú számítógépeken enélkül a program nélkül nem lehetett CSS tartalommal ellátott DVD-t megnézni. A szoftver fejlesztője eredetileg csak a lejátszás miatt alkotta meg, de ez azt is jelenthette, hogy az adott lemezt le lehetett egy-az-egyben másolni is; kombinálva az akkor népszerű DivX 3.11-es kodekkel, amit kicsivel később adtak ki, az új kodek lehetővé tette, hogy az addigi, VHS-minőségű videókat szinte tökéletes DVD-minőségben lehessen kódolni.

#### Xvid
A korai DivX-kiadások főleg a warezcsapaton belül voltak használatosak. De miután a kodek elterjedt, ez lett az elfogadott és standard. A munkatársak segítségével, aki vagy egy moziban dolgoztak, filmstúdiónál tevékenykedek vagy videotékát vezettek, a warezkiadók igen nagy mennyiségű nyersanyaggal dolgozhattak, épp ezért a kalózfilmek igen gyors ütemben érkeztek. Viszont amikor a DivX kódolószoftver a 4-es verziójához érkezett, kereskedelmi változatba lépett, nem volt többé ingyenes. Ezért egy ingyenes kodekre volt szükségük, ami az XviD lett (a DivX megfordítottja). Igaz, hogy a DivX kodek fejlődött a 4-es verzióról 10.6-ra az évek alatt, ennek ellenére továbbra is tiltva van a kereskedelmi licenc miatt.

#### x264
2012 februárjában a népszerű kalózcsoportok közösen kiadták az x264-et, az ingyenes H.264 kodeket, ami az elkövetkezendő kiadások standardje lett, felváltva az XviD-et (ami AVI fájl volt). A változás szükségtelenné tette az AVI formátumot az új MP4 és Matroska (MKV) fájlkiterjesztésre állással.

#### x265
Az egyre növekvő online streamelő szolgáltatások (pl. Netflix) és weboldalról lementett filmek egy új, HEVC kodekkel vannak tömörítve Matroska fájlban, ami lehetővé teszi a magas minőségű videót relatív kisebb fájlméretben.

## Kiadási változatok[5][6][7]

### A forrásanyag minőségére vonatkozó rövidítések
A következő táblázat tartalmazza a kalózkiadások fájlneveiben található rövidítések leírását a legrosszabbtól a legjobb minőség felé.
| Típus | Címke                                                                  | Gyakoriság                 |
| --- | ---------------------------------------------------------------------- | -------------------------- |
| Cam | CAM, CAMRip                                                            | Gyakori; Népszerűtlenebb   |
| A cam egy, a moziban (általában digitális videókamerával vagy mobiltelefonnal) felvett film ripje. Néha használnak hozzá egy kisméretű, háromlábú állványt is, de ez gyakran nem lehetséges, ezért a kamera rázkódhat. Ezen felül a film folyamán nem mindig ülnek nyugton, és lehet, hogy nem pont a vászonnal szemben vették fel. Ha jól van megvágva, akkor ezt nehéz megállapítani, hacsak nincsen felirat a vásznon. De gyakran úgy hagyják, hogy a kép alsó és felső széle nem párhuzamos. A hangot a kamera beépített mikrofonja veszi fel, illetve onnan másolják át, és – különösen vígjátékok esetében – néha nevetés hallható a film során. Ezen tényezők miatt a kép- és a hangminőség gyakran silány, de néha, ha szerencsénk van, szinte üres teremben vették fel és az audiojel is viszonylag tisztán hallható. |                                                                        |                            |
| Telesync | TS, TELESYNC HDTC PDVD, PreDVDRip                                      | Nagyon gyakori             |
| A telesyncre is ugyanaz vonatkozik, mint a CAM-re, kivéve hogy külső hangforrást használ (leginkább a székben, a halláskárosultak számára elhelyezett audiobemenetet). A közvetlen hangforrás nem egyenlő a jó minőségű hangforrással, mivel sokféle háttérzaj bezavarhat. A telesyncet gyakran üres teremben, vagy a vetítőfülkéből veszik fel profi kamerával, mely jobb képminőséget eredményez. A TS-ek minősége tág határok között mozog A telesync-ek nagy százaléka tulajdonképpen rosszul elnevezett CAM. A HDTS formátum a magas minőségű (HD)videóra utal. |                                                                        |                            |
| Workprint | WP, WORKPRINT                                                          | Nagyon ritka               |
| A workprint egy, még be nem fejezett film másolata. Hiányozhatnak belőle egyes jelenetek, a zene; a minősége pedig a kiválótól a nagyon silányig változhat. Némely tartalmaz egy időszámlálót és/vagy vízjelet. |                                                                        |                            |
| Telecine | TC, TELECINE HDTC                                                      | Elég ritka                 |
| A telecine gép olyan szerkezet, mely a filmtekercsről digitálisan másolja át a filmet. A kép- és hangminőség valószínűleg nagyon jó, de a készítéséhez szükséges gép és a költségek miatt a telecine-k nem valami gyakoriak. A film oldalaránya általában helyes, de léteztek 4:3-as telecine-k is. |                                                                        |                            |
| Pay-per-View Rip | PPV, PPVRip                                                            | Nem gyakori                |
| A PPV-ripek a fizetős szolgáltatásokból származnak, általában új filmek, amiket Screener-re vagy DVD-re nem adtak ki. |                                                                        |                            |
| Screener | SCR, SCREENER DVDSCR, DVDSCREENER BDSCR                                | Nagyon gyakori             |
| A Screener egy "pre-VHS" szalag, melyet promóciós célokból küldenek kölcsönzőkbe, és más helyekre. A screenert VHS szalagon adják ki, és általában 4:3 (teljes képernyős) az oldalaránya. Legnagyobb hátulütője a "ticker" (üzenet, mely pl. a képernyő alján futva informál a szerzői jogokról és másolásvédelmi telefonszámról). Továbbá, ha a szalagon sorozatszám, vagy bármi egyéb olyan jelölés van, mely a szalag forrásához vezethetne el, ezeket kitakarják, általában az adott rész feletti fekete jellel. Ez néha csak pár másodpercig tart, de sajnos néhány kópián az egész film során látható, és elég nagy is lehet. A felhasznált eszközöktől függően, a screener minősége a kiválótól (ha MASTER kópiáról készült) a nagyon silányig terjedhet (ha másolt szalagról, régi videómagnóval, gyenge képdigitalizáló eszközzel készítették). A DVDScreener jellemzői ugyanaz mint a screener-nek, csak DVD-ről rippelik. Általában letterbox, de a boltban kapható DVD extrái nélkül. A "ticker" általában nem a fekete csíkokon van, és zavarja a filmnézést. Ha a ripper ügyes, a DVDscr-nek nagyon jó minőségűnek kell lennie. Általában SVCD-n vagy DivX/XviD-ben terjesztik. |                                                                        |                            |
| Digitális disztribúciós másolat vagy Letölthető/közvetlen digitális tartalom | DDC                                                                    | Gyakori                    |
| Ezen változatok megegyeznek a Screener-rel csak ezek digitálisan letölthetőek, nem fizikai adathordozón vannak. Ez olcsóbbá teszi a terjesztést. A minősége nem üti meg a R5 szintjét, de jobb, mint a CAM ill. TC. |                                                                        |                            |
| R5 | R5 R5.LINE vagy R5.STUDIO-AUDIO R5.AC3.5.1.HQ                          | Nagyon gyakori             |
| Ez egy újfajta jelölés. Az 5 a régiókódra utal. Oroszországban a kalózkodás csökkentésére kitalálták, hogy a mozibemutatóval együtt kiadják a filmet DVD-n is, viszont csak az 5. régióra megfelelő hangsávval (pl. orosz, indiai). A videót berippelik és a moziban felvett hangot alávágják (CAM vagy TS/LINE) vagy megszerzik a "stúdióváltozatot" (STUDIO-AUDIO). |                                                                        |                            |
| DVD-rip | DVDRip, DVDMux WS.DVDRip                                               | Nagyon gyakori             |
| A végleges, kiadott DVD másolata. Ha csak lehetséges, azelőtt kiadják, mielőtt hivatalosan a boltokba kerülne és ismét csak kiváló minőségűnek kell lennie. A DVDRip-eket AVI-ban Xvid kodekkel terjesztik. Használják a WS előtagot a szélesvászon elnevezéshez. |                                                                        |                            |
| DVD-R | DVDR, DVD-FULL, ISORip, DVD-5, DVD-9                                   | Nagyon gyakori             |
| Tulajdonképpen a boltokba kikerült DVD-lemez általában teljes és érintetlen (1:1) változata. Ha DVD-9-es a lemez, akkor azt extrák nélkül adják ki és újrakódolják, hogy megfeleljen a DVD-5 méreteinek. Méretei általánosságban: DVD-5 esetében 4,37 GiB, DVD-9 esetében 7,95 GiB. |                                                                        |                            |
| HDTV, PDTV és DSRip | DSR, DSRRip, SATRip, DTHRip, DVBRip HDTV, PDTV, DTVRip, TVRip, HDTVRip | Extrém mértékben gyakori   |
| - A TVRip forrása az analóg tunerkártyával felvett műsor (koaxiális, kompozit, s-video bemenet). - A digitális műholdas adás (DSR és társai) nem SD-minőségű digitális forrás, például műhold. - A HDTV HD televízióból felvett adás, amíg a PDTV bármilyen kizárólag digitális eljárással felvett forrás az eredeti stream-ből az analóg átalakítást kihagyva, ide nem tartozik pl. a HDMI vagy egyéb kimenet a dekóderből; használják az SD minőségű műsorra a HD adásból. A minősége túlszárnyalhatja a DVD-t. - A DVBRip a digitális földfelszíni műsorszórásból származó anyagokat takarja. Az ezen formátumú filmek esetén reklámcsík vagy ajánló jelenhet meg lejátszás során. Az analóg adások és PDTV minőségét általában 4:3-as képarány esetén 512×384 vagy 640×480. 16:9 esetén 720×404. A HDTV adás minősége 720×404 (360p), 960×540 (540p), 1280×720 (720p) vagy 1920×1080 (1080p), habár ez lehet váltottsoros is (a minőségjelző végén az i áll a p helyett, pl. 480i, 1080i). |                                                                        |                            |
| VODRip | VODRip, VODR                                                           | Nem gyakori                |
| Az ún. Video-on-Demand (igény szerinti videó) lényege, hogy kábeltévés szolgáltatásból származó filmeket rippelnek: 1. Rácsatlakoztatnak egy eszközre amely megkeresi a filmfájlt a TV-s rendszerben és letölti. 2. Számítógépen lejátszás közben képrögzítő eszközzel rögzítik. Minősége az első esetben kiváló, utóbbi esetben legfeljebb DVDRip, de jobb, mint a CamRip vagy TSRip. |                                                                        |                            |
| WEB-DL | WEBDL, HDRip, WEB-DLRip                                                | Extrém mértékben gyakori   |
| Egy fájl, ami le lett másolva a streaming-szolgáltató szerveréről (pl. Netflix, Hulu, de akár ide sorolhatóak a kereskedelmi adók videói is). A minősége elég jó, mert nem kell újrakódolni. A videó általában H.264 vagy H.265 tömörítésű, a hang pedig AC3, AAC kodeket használ. Előnyük, hogy nem tartalmazza a TV/szolgáltató logóját. |                                                                        |                            |
| WEBRip | WEBRip, WEB                                                            | Gyakori WEB-DL a preferált |
| Hasonló a WEB-DL-hez, de újrakódolták a TS, MP4 vagy FLV fájlt MKV formátumba. |                                                                        |                            |
| WEBCap | WEBCAP                                                                 | Gyakori WEB-DL a preferált |
| Ez a rip a DRM-védett tartalmakat jelöli, amit kizárólag felvenni tudnak. Minősége függ az internetkapcsolattól és a számítógép hardverkiépítettségétől. |                                                                        |                            |
| Blu-ray | Blu-Ray BDRip, BRRip BDMV, BDR BD25/BD50                               | Nagyon gyakori             |
| Tulajdonképpen hasonló az elv a DVDRip esetén. Általában az x264 és x265 kódolást használják. A BDRip kifejezés arra utal, hogy a magas minőségű filmet kisebb méretekre alakítják (1080p-t 720p-re vagy akár 480p-re is). Létezik, hogy újrakódolják a forrást DVD-5 méretre, de AVCHD formátumba a Blu-Ray könyvtárstruktúrával. |                                                                        |                            |
| BDRip | BD-R                                                                   | Nincs használva már        |
| Hasonló a DVD-R-hez, csak itt a Blu-Ray lemezről készítenek 1:1-ben másolatot. A mérete BD25 esetén ~25GiB, BD50 esetén ~50GiB. |                                                                        |                            |
| EGYÉB KIADÁSOK |                                                                        |                            |
| R6 | R6.*                                                                   | N/A                        |
| Hasonlóan az R5-höz, csak itt a 6. régióbeli nyelvvel (kínai). Általában feliratok vannak a filmre "ráégetve". |                                                                        |                            |
| VHS Rip | VHSRip                                                                 | Nem gyakori                |
| VHS kazettáról rippelt forrás, minősége a videómagnótól és a szalagtól függ. |                                                                        |                            |

### A kiadás megjelölésére használt rövidítések
| Rövidítés | Jelentés |
| --------- | --- |
| PROPER    | A kiadási szabályzatok alapján az "nyeri meg a versenyt", aki először kiadja az adott filmből a minőségnek megfelelő anyagot. De ha a minőség nem megfelelő és egy másik csapat jobb minőségben adja ki, a fájlnévbe belekerül a PROPER jelző.                        |
| LIMITED   | Általában művészfilmeket adnak le LIMITED-ként. |
| INTERNAL  | A rosszabb minőségű változatokat nem adják ki, mert DUPE jelölést kap és ez csorbítaná a kiadó csapat hírnevét, ezért ezt csak "belső körben" adják ki. |
| STV       | Olyan filmek, amiket sosem vetítettek moziban (jelentése: Straight To Video). |
| WS        | Szélesvásznú oldalarányú videosáv (pl. 2,35:1). |
| REPACK    | Ha a kiadó csapat rosszul adta ki a rip-et, a REPACK-ek kijavítják a hibájukat. |
| NUKED     | Egy kiadás több ok miatt lehet NUKED, például az adott oldalra nem tölthetnek fel egy bizonyos formátumot (pl. CAM vagy TC) vagy ha kiadás hibás (elcsúszott hang, hiányzó vagy rossz CD (több CD-s kiadás esetében), hibás képarány, rossz félképsorrendű videósáv). |
| DUPE      | Ha már létezik egy filmnek megfelelő kiadása, akkor nincs értelme újra kiadni, de ha kiadják, az lesz a DUPE, aminek oka kell, hogy legyen. |
| 2CD/xCD   | Kettő vagy több 700MB-os részből álló forrás |
| READNFO   | Ha a csapatnak közlendője van a feltöltött filmmel kapcsolatban a fájl melletti NFO formátumú szövegfájlban bele van írva, ezek a fájlok általában díszes ASCII fejléccel vannak ellátva.                                                                             |

## Fordítás
- Ez a szócikk részben vagy egészben  a   Pirated movie release types című angol Wikipédia-szócikk fordításán alapul.  Az eredeti cikk szerkesztőit annak laptörténete sorolja fel. Ez a jelzés csupán a megfogalmazás eredetét és a szerzői jogokat jelzi, nem szolgál a cikkben szereplő információk forrásmegjelöléseként.